# 란보도리
란보도리(일본어: 乱妨取り)란 전국시대에서 아즈치모모야마시대에 걸쳐, 전투 이후 병사가 사람이나 물자를 약탈한 행위다. 당시 군대의 병사는 가난한 농민 출신이 많아서, 식량배급이나 전후약탈을 목적으로 자주적으로 참여하는 경향이 있었다. 인신매매 목적으로 사람을 유괴하는 경우는 특히 히토도리(人取り)라고 불렀다.
병농분리를 행하여 아시가루에게 봉록을 지급했던 오다 노부나가, 도요토미 히데요시 등은 란보도리를 단속할 수 있었고, 점령지 민중에 대한 경미한 죄도 묵인하지 않는다는 잇센기리(一銭切り) 같은 엄벌 정책으로 단속을 철저히 할 수 있었다.
전국시대부터 이어져온 대규모 전란의 마지막이었던 오사카 여름의 진 종결 직후에도 도쿠가와측 잡병들이 오사카 민중을 상대로 대규모 란보도리를 행했다. 그 모습은 구로다 나가마사가 화공에게 명하여 그리게 한 『오사카 여름의 진도 병풍』에 그려져 있다. 사나다 노부시게의 딸 사나다 아메도 오사카 낙성 이후 센다이번 가로 가타쿠라 시게나가에게 히토도리 당했다가, 이후 노부시게의 딸이라는 것이 밝혀지자 시게나가가 계실로 취했다.